# Petra Lotzkat
Petra Lotzkat (* 1960) ist eine deutsche Volkswirtin und politische Beamtin. Von 2018 bis 2025 war sie Staatsrätin der Behörde für Arbeit, Gesundheit, Soziales, Familie und Integration der Freien und Hansestadt Hamburg.

## Ausbildung und beruflicher Werdegang
Petra Lotzkat studierte von 1980 bis 1985 Volkswirtschaftslehre an der Universität Hamburg und arbeitete im Anschluss als wissenschaftliche Mitarbeiterin am dortigen Institut für Volkswirtschaftslehre. Von 1987 bis 1989 absolvierte sie ein Wirtschaftsreferendariat und war danach bis 1999 in verschiedenen Behörden der Hamburger Verwaltung mit dem Schwerpunkt Organisation und Personal tätig. Von 1999 bis 2003 leitete Lotzkat ebenda Bereiche wie die Zentrale Fortbildung und das Mobilitätsbüro. Sie beschäftigte sich ferner mit dem Aufbau von Führungskräfteentwicklung und Grundsatzfragen des Personalmanagements. Von 2003 bis 2005 zeichnete sie sich für die Leitung der Zentralen Aus- und Fortbildung der Freien und Hansestadt Hamburg verantwortlich. Im Anschluss war sie bis 2012 als Geschäftsführerin des Landesbetriebs „Zentrum für Aus- und Fortbildung“ tätig. Von 2012 bis zum 30. September 2018 fungierte sie als Leiterin des Amtes für Arbeit und Integration und der ESF-Verwaltungsbehörde in der Behörde für Arbeit, Soziales, Familie und Integration der Freien und Hansestadt Hamburg.

## Politik
Ab dem 1. Oktober 2018 war sie Staatsrätin der Behörde für Arbeit, Gesundheit, Soziales, Familie und Integration der Freien und Hansestadt Hamburg unter den Sozialsenatorinnen Melanie Leonhard (SPD) und Melanie Schlotzhauer (SPD) in den Senaten Tschentscher I und Tschentscher II. Im Mai 2025 trat sie in den Ruhestand ein.
Lotzkat geriet im Januar 2021 in die Kritik, als sie sich abweichend von der festgelegten Impfreihenfolge vorzeitig gegen COVID-19 impfen ließ. Begründet wurde dies durch Lotzkat mit der zufälligen Anwesenheit, als Impfstoff übrig geblieben ist.